# Batalla del turó 170
La Batalla del Turó 170 va ser una batalla entre la 3a Brigada de Comando britànica i la 54a Divisió japonesa durant la Segona Guerra Mundial. La batalla va tenir lloc el gener de 1945, com a part de la campanya de Birmània.
La 3a Brigada de Comandos va rebre l'encàrrec d'atacar la península d'Arakan a Myebon. Aquí havien de prendre i mantenir les característiques dominants dels turons del sud de Chin. Si poguessin aconseguir-ho, tallarien el subministrament i les rutes d'escapada dels japonesos a Rangún i assegurarien el cap de pont. La batalla pel Turó 170 va ser el clímax de les operacions d'Arakan, i el seu resultat va trencar l'esperit de la 54a Divisió japonesa. Si les posicions dels comandos haguessin caigut, això hauria posat en perill totes les unitats aliades que havien desembarcat a la península de Myebon.
Després de la batalla, el comandant del XV Cos Indi, el tinent general Sir Philip Christison, va declarar en una ordre especial del dia a la 3a Brigada de Comandos: "La batalla de Kangaw havia estat la batalla decisiva de tota la campanya d'Arakan i que va ser guanyat es va deure en gran part a la vostra magnífica defensa del turó 170."

## Fons
A finals de desembre de 1944, el XV Cos Indi, comandat pel tinent general Christison, va passar a l'ofensiva, i el 29 de desembre la 3a Brigada de Comandos —aleshores comandada pel brigadier Campbell Hardy— va dur a terme un desembarcament sense oposició a l'illa d'Akyab. Després d'aquest reconeixement, es van dur a terme operacions al voltant de la península de Myebon i a les illes circumdants. Durant una d'aquestes patrulles, un grup de comandos del 5è Comando va tenir un breu contacte amb una força japonesa durant el qual van matar quatre japonesos sense patir pèrdues.
El 12 de gener de 1945, la brigada de comandos va fer un desembarcament a la península. Arribant a terra en la segona onada darrere del 42è Comando (Royal Marine), el Comando 5 va portar l'avanç cap a l'interior fins que va caure sota el foc de la metralladora des d'un turó que el personal de planificació havia anomenat "Rose". L'endemà al matí, després que el suport aeri va ser convocat i els tancs del 19th Lancers van ser aixecats, el 5è Comando va llançar un atac contra la posició. Al final, l'atac va tenir èxit i com que els defensors van optar per lluitar fins a la mort, no es van fer presoners.
Durant els dos dies següents, el 5è Comando va dur a terme patrulles per tota la península mentre els enemics eren eliminats de la zona, abans de ser retirats al cap de platja per descansar un parell de dies. Després d'això, la brigada va capturar el poble de Kantha com a moviment preliminar a Kangaw, a través d'una sèrie de vies fluvials del continent, on Christison havia decidit que volia tallar la línia de retirada japonesa. El terreny era difícil, sense carreteres i format per manglars i arrossars que impedien que tancs o artilleria arribessin a terra inicialment. Tota la zona estava dominada per una petita carena boscosa coneguda com el Turó 170.

## Batalla

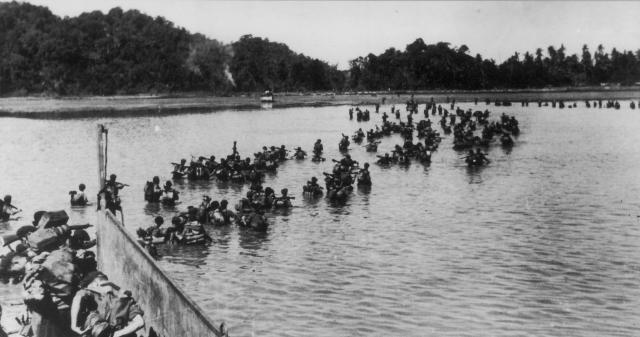
La 3a Brigada de Comandos arribant a terra durant la campanya de Birmània

La 3a Brigada de Comandos va desembarcar a 3,2 km al sud de Kangaw. La brigada va aterrar sense cap bombardeig naval o aeri en un intent de sorprendre els japonesos. Les unitats de la brigada tenien diferents objectius. El 1r Comando al capdavant asseguraria el Turó 170, un turó de 700 iardes (640 m) de llarg, 300 iardes (270 m) d'ample i 1.000 peus (300 m) d'alçada amb el nom en clau "Brighton", recolzat pel 5 Comando. El 42è Comando seria responsable de la seguretat del cap de pont entre dos rierols de marea que tenien el nom en clau "Thames" i "Mersey". Els objectius del 44è Comando eren dues valls amb el nom en clau "Milford" i "Pinner" a l'est del turó 170. "Milford" va ser assegurat el 22 de gener i "Pinner" l'endemà. Tots els objectius es van prendre amb una mínima resistència japonesa. Durant la nit del 23/24 de gener, els japonesos van atacar "Pinner" i un bombardeig d'artilleria sense precedents per al teatre de guerra va aterrar al turó 170 i continuaria durant els quatre dies següents.
El 26 de gener, la 51a Brigada d'Infanteria de l'Índia —amb el suport d'una tropa de tancs Sherman del 19th Lancers— va arribar del cap de platja i es va fer càrrec de les posicions del 44 Comando a "Milford" i "Pinner". La nit del 28 al 29 de gener, la 51a Brigada va atacar Kangaw i dues altures amb el nom en clau "Perth" i "Melrose" que dominaven la carretera a l'est de Kangow. Tot i que només van aconseguir parcialment els seus objectius a mesura que la resistència japonesa al llarg de la seva ruta de retirada augmentava, Kangaw va ser capturat i els britànics van ocupar posicions per dominar la carretera principal.

### Contraatac japonès
El pla era que la 3a Brigada de Comandos es retirés el 30 de gener, però els plans van ser aturats per un nou contraatac japonès a les posicions de la brigada per part del 154è Regiment d'Infanteria. L'endemà al matí a les 05:45, el 2n Batalló, 154è Regiment d'Infanteria va llançar un atac sorpresa al turó 170 sota la cobertura d'un ferotge bombardeig d'artilleria i un fort foc de metralladores. El focus del seu atac va ser l'extrem nord del Turó 170 defensat per la Tropa No. 4, Comando No. 1. La posició de la tropa va ser envoltada de trets en una fase preliminar a un gran atac. Llançant granades davant d'ells, els japonesos van atacar a les 07:30 en una secció davantera de 100 iardes (91 m) per secció.
El turó 170 estava ara defensat pels comandaments número 1 i número 42 recolzats per una tropa de tancs del 19th Lancers. Els tancs de l'extrem nord del turó van ser atacats en un assalt suïcida per enginyers japonesos armats amb càrregues explosives a l'extrem de pals de bambú. Els enginyers van destruir dos dels tres tancs Sherman després d'una batalla cos a cos, pujant-hi damunt i fent explotar les seves càrregues.
La infanteria japonesa va atacar el turó 170 durant la resta del dia, el pes d'aquests atacs va recaure sobre la tropa número 4 del Comando 1. A les 09:30, es va llançar un contraatac per part de la Tropa W, Comando 42 i Tropa número 3, Comando 1, que va haver de ser abandonat després d'avançar només 20 iardes (18 m) contra el massiu foc de metralladora. El següent contraatac va ser de la Tropa X, el Comando 42 recolzat pel tanc Sherman restant que també va fallar davant el fort foc japonès. Aleshores, els comandos van respondre abocant tota l'artilleria disponible i el foc de morter sobre les posicions japoneses. A les 14:00, la tropa número 6, el comandament número 1 va fer un contraatac, però això també va fracassar, i la tropa va perdre gairebé la meitat dels seus homes. A l'est del turó 170 a "Pinner", el Comando 5 era aleshores rellevat pel 8/19è regiment d'Hyderabad de la 51a brigada i es va incorporar a la 3a brigada de comandaments al turó 170, les seves metralladores augmentaven el pes. de foc afectat als japonesos. A les 16:00, el 2/2n Regiment de Punjab de la 51a Brigada va aconseguir avançar pel flanc esquerre del turó 170 i es va enfrontar als japonesos des d'allà. Al mateix temps, el Comando 5 es va avançar per fer-se càrrec de la primera línia de la tropa núm. 4, excepte una secció que havia estat tallada i envaïda. Poc després de les 17:00 es va veure que alguns japonesos es retiraven del turó i el 2/2n Regiment de Punjabi va iniciar un atac nocturn de flanqueig però això no va aconseguir expulsar els japonesos de les seves posicions al turó. Els japonesos van respondre amb un atac nocturn propi contra les posicions del 5è Comando que també van fracassar.
S'estima que 700 obusos japonesos van caure al turó durant l'últim dia de la batalla. En un dia de combats continus, gran part cos a cos, els homes dels comandos 1 i 42 havien rebutjat i contraatacat les onades d'infanteria japonesa. A primera hora del matí següent, el 5è Comando va poder avançar i va trobar el turó abandonat, a part de més de 340 japonesos morts. Les pèrdues britàniques per a la batalla van ser de 45 morts i 90 ferits.

## Conseqüències
La victòria dels comandos en la batalla de 36 hores pel turó 170 va tallar la fugida de la 54a divisió japonesa. Més desembarcaments amfibis de la 25a divisió d'infanteria índia i l'avanç terrestre de la 82a divisió (Àfrica Occidental) van fer insostenible la posició japonesa a l'Arakan i van ordenar una retirada general per evitar la destrucció completa del Vint-i-vuitè Exèrcit japonès.
En reconeixement de la batalla, els comandos van rebre l'honor de batalla Kangaw. Els homes de la 3a Brigada de Comandos van rebre una sèrie de condecoracions per la galanteria , que incloïa una Creu Victòria pòstuma per al Tinent George Knowland Tropa Nº4, 1r Comando. La seva cita diu:
| « | A Birmània, el 31 de gener de 1945, a prop de Kangaw, el tinent Knowland comandava l'esquadra d'avançada d'una tropa situada a l'extrem nord d'un turó que va ser sotmès a atacs enemics molt intensos i repetits durant tot el dia. Abans que comencés el primer atac, l'esquadra del tinent Knowland estava rebent un foc dur de morter i metralladora, però ell es va moure entre els seus homes mantenint-los alerta i animant-los, encara que sota el foc ell mateix en aquell moment. Quan l'enemic, d'uns 300 homes en total, va fer el seu primer assalt, van concentrar tots els seus esforços en el seu escamot de 24 homes, però, malgrat la ferocitat de l'atac, va anar de trinxera en trinxera repartint munició i disparant el seu rifle i llançant granades a l'enemic, sovint des de posicions completament exposades. Més tard, quan la tripulació d'un dels seus canons Bren davanters havia estat ferida, va enviar de tornada a la seu de la tropa per buscar una altra tripulació i va córrer cap endavant per manejar l'arma fins que van arribar. L'enemic es trobava llavors a menys de 10 iardes (9,1 m) d'ell en terreny mort al turó, així que, per tal d'aconseguir un millor camp de foc, es va situar a dalt de la trinxera, disparant la metralladora lleugera des del seu maluc, i mantenint-los amb èxit a distància fins que un encarregat mèdic s'hagués vestit i evacuat els ferits darrere seu. El nou equip Bren també es va convertir en baixes en el camí, i el tinent Knowland va continuar disparant fins que un altre equip se'n va fer càrrec. Més tard, quan va arribar un nou atac, es va fer càrrec d'un morter de 2 polzades i, malgrat el foc fort i la proximitat de l'enemic, es va aixecar al descobert per enfrontar-s'hi, disparant el morter des del seu maluc i matant sis d'ells. ells amb la seva primera bomba. Quan es van esgotar totes les bombes, va tornar amb granades, morters i metralladores per obtenir-ne més, que va disparar de la mateixa manera des de l'aire lliure davant de les posicions de la seva secció. Quan es van acabar aquelles bombes, va tornar a la seva pròpia trinxera i, encara dempeus, els va disparar el seu rifle. Estant molt pressionat i amb l'enemic apropant-se a ell des de només 10 metres de distància, no va tenir temps per tornar a carregar el seu carregador. Arrancant la pistola Tommy d'una víctima, va ruixar l'enemic i va resultar ferit de mort per evitar aquest assalt, encara que no abans d'haver matat i ferit molts dels enemics. Tal va ser la inspiració del seu magnífic heroisme, que, tot i que catorze de cada vint-i-quatre del seu escamot van ser víctimes en una fase inicial, i sis de les seves posicions van ser envaïdes per l'enemic, els seus homes van aguantar durant dotze hores de lluita continuada i ferotge fins que van arribar els reforços. Si aquest extrem nord del turó hagués caigut, la resta del turó hauria estat en perill d'extinció, el cap de platja dominat per l'enemic i altres unitats més a l'interior tallades de la seva font de subministraments. Tal com va ser, l'últim contraatac reeixit es va llançar més tard des del terreny vital que el tinent Knowland havia tingut una part tan galant per mantenir. | » |